# Teorema sobre la fluctuación de entropía
El teorema de la fluctuación de entropía (TFE) o teorema de fluctuaciones, que tiene su origen en la mecánica estadística, expresa el cociente de probabilidades entre el aumento de la entropía y la disminución de la entropía de un sistema inicialmente en equilibrio termodinámico. Dado que la entropía suele aumentar, pero no se descartan situaciones en que se produzca una ligera disminución, el teorema de las fluctuaciones cuantifica esa probabilidad en términos relativos. Es decir, la entropía puede aumentar o disminuir durante un tiempo determinado, aunque lo primero es siempre más probable y el teorema dice cuánto más probable.
Mientras que la segunda ley de la termodinámica sugiere que la entropía de un sistema aislado debería tender a aumentar hasta alcanzar el equilibrio, tras el descubrimiento de la mecánica estadística se hizo evidente que la segunda ley es sólo una ley estadística, lo que sugiere que siempre debería haber alguna probabilidad no nula de que la entropía de un sistema aislado pueda disminuir espontáneamente; el teorema de la fluctuación cuantifica con precisión esta probabilidad. El teorema de las fluctuaciones precisa en términos de probabilidades lo predicho por el teorema de recurrencia de Poincaré, según el cual, dado un tiempo suficientemente largo finalmente observaremos algunas fluctuaciones que comporten disminuciones temporales de la entropía.

## Enunciado del teorema
A grandes rasgos, el teorema de las fluctuaciones se relaciona con la distribución de probabilidad de la producción de entropía irreversible promediada en el tiempo, denotada como {\displaystyle {\overline {\Sigma }}_{t}}. El teorema establece que, en sistemas alejados del equilibrio durante un tiempo finito t, la relación entre la probabilidad de que {\displaystyle {\overline {\Sigma }}_{t}} tome un valor A y la probabilidad de que tome el valor opuesto, −A, será exponencial en At.
En otras palabras, para un sistema finito no equilibrado en un tiempo finito, el TFE da una expresión matemática precisa para la probabilidad de que la entropía fluya en una dirección opuesta a la dictada por la segunda ley de la termodinámica.
Matemáticamente, el TFE se expresa como:
{\displaystyle {\frac {\Pr({\overline {\Sigma }}_{t}=A)}{\Pr({\overline {\Sigma }}_{t}=-A)}}=e^{At}.}
Esto significa que a medida que aumenta el tiempo o el tamaño del sistema (ya que {\displaystyle \Sigma } es variable extensiva), la probabilidad de observar una producción de entropía opuesta a la dictada por la segunda ley de la termodinámica disminuye exponencialmente. El TFE es una de las pocas expresiones de la mecánica estadística de no-equilibrio que es válida lejos del equilibrio.
Nótese que el TFE no afirma que la segunda ley de la termodinámica sea errónea o inválida. La segunda ley de la termodinámica es una afirmación sobre sistemas macroscópicos. El TFE es más general. Puede aplicarse tanto a sistemas microscópicos como macroscópicos. Cuando se aplica a sistemas macroscópicos, el TFE es equivalente a la segunda ley de la termodinámica.

## Historia
El TFE fue propuesto y demostrado por primera vez utilizando simulaciones por ordenador, por Denis Evans, E.G.D. Cohen y Gary Morriss en 1993. La primera derivación fue dada por Evans y Debra Searles en 1994. Desde entonces, se ha realizado mucho trabajo matemático y computacional para demostrar que el TFE de manera general y aplicarlo a una gran variedad de colectividades estadísticas. El primer experimento de laboratorio que verificó la validez del TFE se llevó a cabo en 2002. En este experimento, una perla de plástico fue arrastrada por un láser a través de una solución. Se registraron fluctuaciones en la velocidad que eran opuestas a lo que dictaría la segunda ley de la termodinámica para los sistemas macroscópicos. En 2020, las observaciones a alta resolución espacial y espectral de la fotosfera solar han demostrado que la convección turbulenta solar satisface las simetrías predichas por la relación de fluctuación a nivel local.

## Desigualdad de la segunda ley
Una simple consecuencia del TFE dado anteriormente es que si llevamos a cabo un conjunto arbitrariamente grande de experimentos desde algún tiempo inicial t=0, y realizamos un promedio de conjunto de los promedios de tiempo de la producción de entropía, entonces una consecuencia exacta del TFE es que el promedio de conjunto no puede ser negativo para ningún valor del tiempo de promedio t:
{\displaystyle \left\langle {{\overline {\Sigma }}_{t}}\right\rangle \geq 0,\quad \forall t.}
Esta desigualdad se denomina desigualdad de la segunda ley. Esta desigualdad puede demostrarse para sistemas con campos dependientes del tiempo de magnitud arbitraria y dependencia temporal arbitraria.
Es importante entender lo que la desigualdad de la segunda ley no implica.  No implica que la producción de entropía promediada por el conjunto sea no negativa en todo momento.  Esto no es cierto, como lo demuestra la consideración de la producción de entropía en un fluido viscoelástico sujeto a una tasa de corte sinusoidal dependiente del tiempo (por ejemplo, las olas del agua).[cita requerida]  En este ejemplo, el promedio del conjunto de la integral de tiempo de la producción de entropía a lo largo de un ciclo es, sin embargo, no negativo - como se espera de la desigualdad de la segunda ley.

## Identidad de partición de no equilibrio
Otra consecuencia notablemente simple y elegante del teorema de la fluctuación es la llamada "identidad de partición de no equilibrio" (NPI):
{\displaystyle \left\langle {\exp[-{\overline {\Sigma }}_{t}\;t]}\right\rangle =1,\quad \forall t.}
Así, a pesar de la desigualdad de la segunda ley que podría llevar a esperar que la media decaiga exponencialmente con el tiempo, la relación de probabilidad exponencial dada por el TFE exactamente cancela la exponencial negativa en la media anterior, lo que lleva a una media que es la unidad para todo el tiempo.

## Implicaciones
Hay muchas implicaciones importantes del TFE. Una de ellas es que las máquinas pequeñas (como las nanomáquinas o incluso las mitocondrias de una célula) pasarán parte de su tiempo funcionando en "reversa". Lo que queremos decir con "marcha atrás" es que es posible observar que estas pequeñas máquinas moleculares son capaces de generar trabajo tomando calor del entorno. Esto es posible porque existe una relación de simetría en las fluctuaciones de trabajo asociadas con los cambios hacia adelante y hacia atrás que experimenta un sistema al ser alejado del equilibrio térmico por la acción de una perturbación externa, lo cual es un resultado predicho por el teorema de la fluctuación de Crooks. El propio entorno aleja continuamente a estas máquinas moleculares del equilibrio y las fluctuaciones que genera sobre el sistema son muy relevantes porque la probabilidad de observar una aparente violación de la segunda ley de la termodinámica se vuelve significativa a esta escala.
Esto es contraintuitivo porque, desde un punto de vista macroscópico, describiría procesos complejos que funcionan a la inversa. Por ejemplo, un motor a reacción que funciona a la inversa, tomando el calor del ambiente y los gases de escape para generar queroseno y oxígeno. Sin embargo, el tamaño de un sistema de este tipo hace que esta observación sea casi imposible. Es posible observar microscópicamente un proceso de este tipo porque, como se ha dicho anteriormente, la probabilidad de observar una trayectoria "inversa" depende del tamaño del sistema y es significativa para las máquinas moleculares si se dispone de un instrumento de medición adecuado. Este es el caso del desarrollo de nuevos instrumentos biofísicos como las pinzas ópticas o el microscopio de fuerza atómica. El teorema de la fluctuación de Crooks se ha verificado mediante experimentos de plegado de ARN.

## Función de disipación
En sentido estricto, el TFE se refiere a una cantidad conocida como función de disipación. En estados de no-equilibrio termostatizados que están cerca del equilibrio, el promedio de tiempo largo de la función de disipación es igual a la producción media de entropía.  Sin embargo, el TFE se refiere a las fluctuaciones y no a los promedios. La función de disipación se define como,
{\displaystyle \Omega _{t}(\Gamma )=\int _{0}^{t}{ds\;\Omega (\Gamma ;s)}\equiv \ln \left[{\frac {f(\Gamma ,0)}{f(\Gamma (t),0)}}\right]+{\frac {\Delta Q(\Gamma ;t)}{kT}}}
donde k es la constante de Boltzmann, {\displaystyle f(\Gamma ,0)} es la distribución inicial (t = 0) de los estados moleculares {\displaystyle \Gamma }, y {\displaystyle \Gamma (t)} es el estado molecular al que se llega después del tiempo t, bajo las ecuaciones exactas de movimiento reversible en el tiempo. {\displaystyle f(\Gamma (t),0)} es la distribución INICIAL de esos estados evolucionados en el tiempo.
Nota: para que el TFE sea válido requerimos que {\displaystyle f(\Gamma (t),0)\neq 0,\;\forall \Gamma (0)}. Esta condición se conoce como la condición de consistencia ergódica. Se satisface ampliamente en los colectivos estadísticas comunes - por ejemplo, la colectividad canónica.
El sistema puede estar en contacto con un gran reservorio de calor para termoformar el sistema de interés.  Si este es el caso {\displaystyle \Delta Q(t)} es el calor que se pierde en el depósito durante el tiempo (0,t) y T es la temperatura absoluta de equilibrio del depósito - ver Williams et al., Phys Rev E70, 066113(2004).  Con esta definición de la función de disipación, el enunciado preciso del TFE simplemente sustituye la producción de entropía por la función de disipación en cada una de las ecuaciones del TFE anteriores.
Ejemplo: Si se considera la conducción eléctrica a través de una resistencia eléctrica en contacto con un gran depósito de calor a la temperatura T, entonces la función de disipación es
{\displaystyle \Omega =-JF_{e}V/{kT}}
la densidad de corriente eléctrica total J multiplicada por la caída de tensión a través del circuito, {\displaystyle F_{e}}, y el volumen del sistema V, dividido por la temperatura absoluta T, del depósito de calor por la constante de Boltzmann.  Así, la función de disipación se reconoce fácilmente como el trabajo óhmico realizado en el sistema dividido por la temperatura del depósito.  Cerca del equilibrio, la media a largo plazo de esta cantidad es (a orden principal en la caída de tensión), igual a la producción media de entropía espontánea por unidad de tiempo. Sin embargo, el teorema de la fluctuación se aplica a sistemas arbitrariamente alejados del equilibrio donde la definición de la producción de entropía espontánea es problemática.

## Relación con la paradoja de Loschmidt
La segunda ley de la termodinámica, que predice que la entropía de un sistema aislado fuera del equilibrio debe tender a aumentar en lugar de disminuir o permanecer constante, está en aparente contradicción con las ecuaciones de movimiento reversible en el tiempo para sistemas clásicos y cuánticos. La simetría de inversión temporal de las ecuaciones de movimiento muestra que si uno filma un proceso físico dado que depende del tiempo, entonces reproducir la película de ese proceso hacia atrás no viola las leyes de la mecánica. A menudo se argumenta que para cada trayectoria hacia delante en la que la entropía aumenta, existe una trayectoria inversa en el tiempo en la que la entropía disminuye, por lo que si se escoge un estado inicial al azar del espacio de fase del sistema y se evoluciona hacia delante de acuerdo con las leyes que rigen el sistema, la disminución de la entropía debería ser tan probable como el aumento de la misma. Podría parecer que esto es incompatible con la segunda ley de la termodinámica que predice que la entropía tiende a aumentar. El problema de la derivación de la termodinámica irreversible a partir de las leyes fundamentales simétricas en el tiempo se conoce como paradoja de Loschmidt.
La derivación matemática del teorema de la fluctuación y, en particular, de la desigualdad de la segunda ley, muestra que, para un proceso de no equilibrio, el valor promedio del conjunto para la función de disipación será mayor que cero. Este resultado requiere causalidad, es decir, que la causa (las condiciones iniciales) preceda al efecto (el valor que toma la función de disipación). Esto se demuestra claramente en la sección 6 de ese trabajo, donde se muestra cómo se podrían utilizar las mismas leyes de la mecánica para extrapolar hacia atrás desde un estado posterior a un estado anterior, y en este caso el teorema de la fluctuación nos llevaría a predecir que la función de disipación media del conjunto sería negativa, una anti-segunda ley. Esta segunda predicción, que es inconsistente con el mundo real, se obtiene utilizando un supuesto anti-causal. Es decir, que el efecto (el valor que toma la función de disipación) precede a la causa (aquí se ha utilizado incorrectamente el estado posterior para las condiciones iniciales). El teorema de la fluctuación muestra cómo la segunda ley es una consecuencia de la suposición de causalidad. Cuando resolvemos un problema establecemos las condiciones iniciales y luego dejamos que las leyes de la mecánica hagan evolucionar el sistema hacia adelante en el tiempo, no resolvemos los problemas estableciendo las condiciones finales y dejando que las leyes de la mecánica se ejecuten hacia atrás en el tiempo.

## Resumen
El teorema de las fluctuaciines de entropía es de importancia fundamental para la mecánica estadística de no equilibrio.
El TFE (junto con la proposición de causalidad universal da una generalización de la segunda ley de la termodinámica que incluye como caso especial, la segunda ley convencional. Entonces es fácil demostrar la desigualdad de la segunda ley y la identidad de partición del no equilibrio. Cuando se combina con el teorema del límite central, el TFE también implica las relaciones de Green-Kubo para los coeficientes de transporte lineales, cerca del equilibrio. Sin embargo, el TFE es más general que las relaciones de Green-Kubo porque, a diferencia de éstas, el TFE se aplica a fluctuaciones alejadas del equilibrio. A pesar de este hecho, los científicos aún no han sido capaces de derivar las ecuaciones de la teoría de la respuesta no lineal a partir del TFE.
El TFE no implica ni requiere que la distribución de la disipación promediada en el tiempo sea gaussiana.  Se conocen muchos ejemplos en los que la distribución de la disipación promediada en el tiempo no es gaussiana y, sin embargo, el TFE, por supuesto, sigue describiendo correctamente las relaciones de probabilidad.
Por último, las construcciones teóricas utilizadas para demostrar el TFE pueden aplicarse a las transiciones de no equilibrio entre dos estados de equilibrio diferentes. Cuando se hace esto, se puede derivar la llamada igualdad de Jarzynski o relación de trabajo de no equilibrio.  Esta igualdad muestra cómo se pueden calcular o medir las diferencias de energía libre de equilibrio (en el laboratorio), a partir de integrales de trayectoria de no equilibrio.  Anteriormente se requerían trayectorias cuasi-estáticas (de equilibrio).
La razón por la que el teorema de la fluctuación es tan fundamental es que su demostración requiere muy poco.  Requiere:
- conocimiento de la forma matemática de la distribución inicial de los estados moleculares,
- que todos los estados finales evolucionados en el tiempo t, deben estar presentes con probabilidad no nula en la distribución de estados iniciales (t = 0) - la llamada condición de consistencia ergódica y,
- una suposición de simetría de inversión temporal.

Con respecto a esta última "suposición", mientras que las ecuaciones de movimiento de la dinámica cuántica pueden ser reversibles en el tiempo, los procesos cuánticos son no deterministas por naturaleza. El estado en el que colapsa una función de onda no puede predecirse matemáticamente, y además la imprevisibilidad de un sistema cuántico no proviene de la miopía de la percepción de un observador, sino de la naturaleza intrínsecamente no determinista del propio sistema.
En física, las leyes del movimiento de la mecánica clásica exhiben reversibilidad temporal, siempre que el operador π invierta el momentos conjugados de todas las partículas del sistema, es decir, {\displaystyle \mathbf {p} \rightarrow \mathbf {-p} } (simetría T).
En los sistemas de mecánica cuántica, sin embargo, la fuerza nuclear débil no es invariante sólo bajo la simetría T; si las interacciones débiles están presentes la dinámica reversible sigue siendo posible, pero sólo si el operador π también invierte los signos de todas las cargas y la paridad de las coordenadas espaciales (simetría C y simetría P). Esta reversibilidad de varias propiedades vinculadas se conoce como simetría CPT.
Los procesos termodinámicos pueden ser reversibles o irreversibles, dependiendo del cambio de entropía durante el proceso.